# Lednice
Lednice (in tedesco Eisgrub) è un comune della Repubblica Ceca facente parte del distretto di Břeclav, in Moravia Meridionale.

## Monumenti e luoghi d'interesse

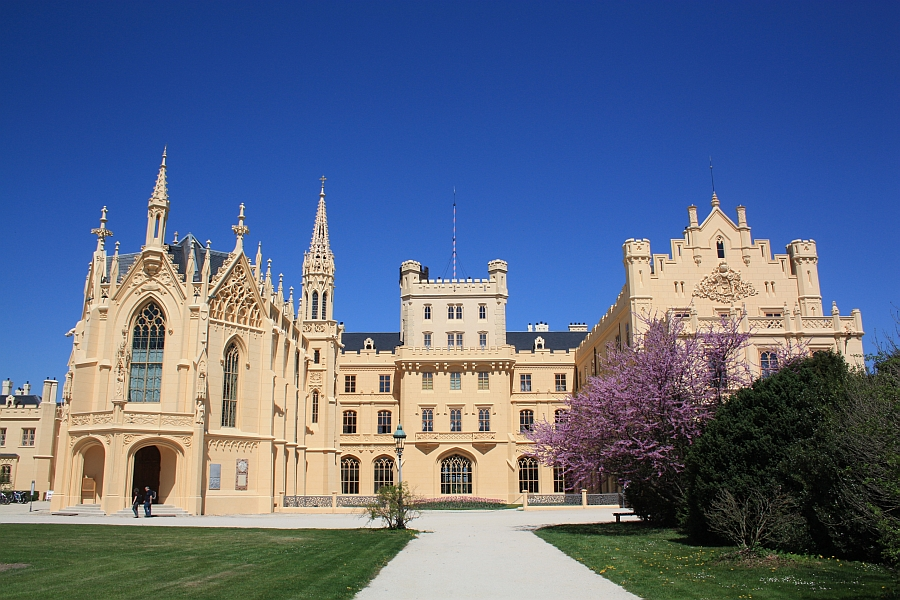
Il castello

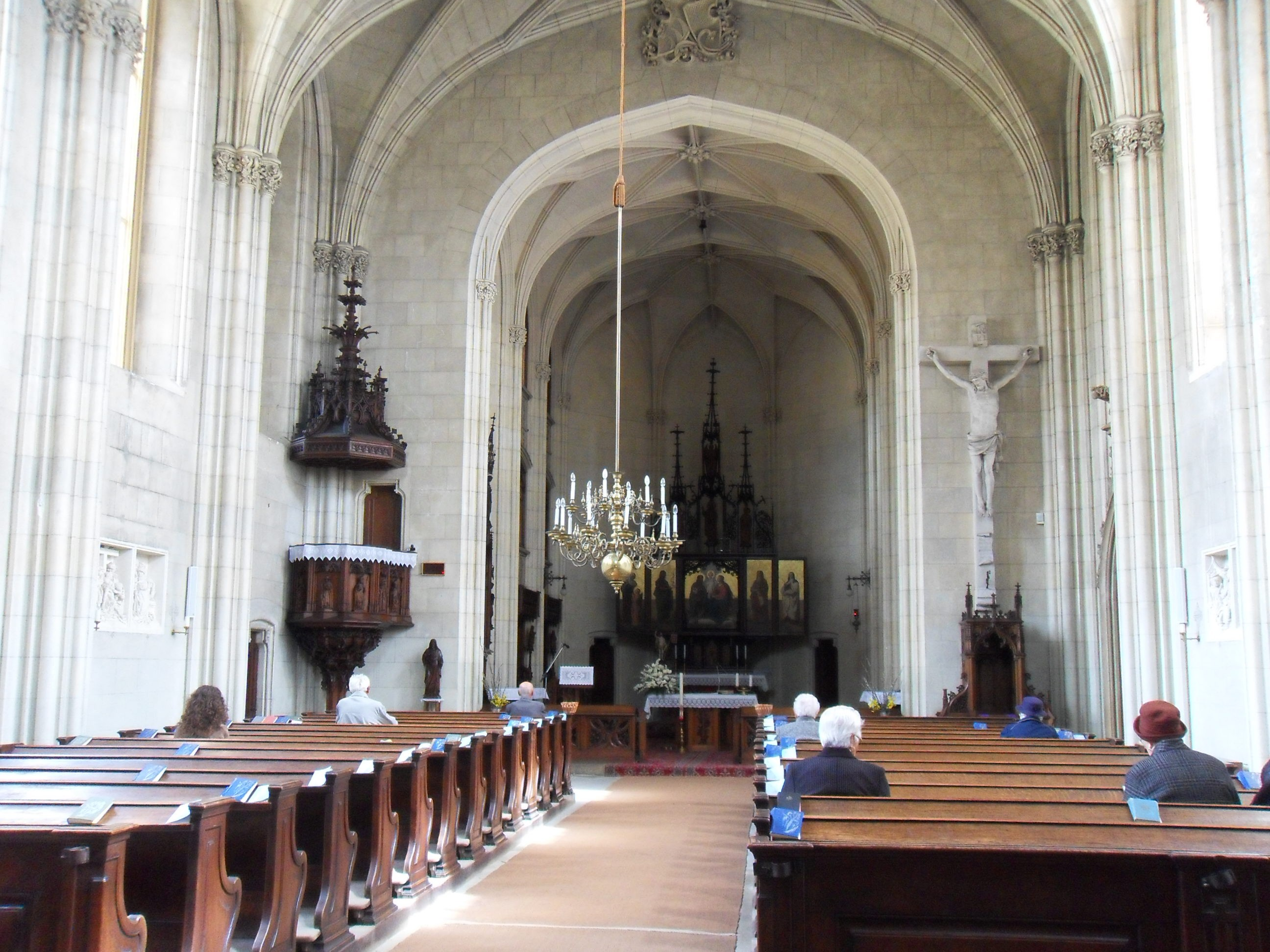
Interno della cappella del castello

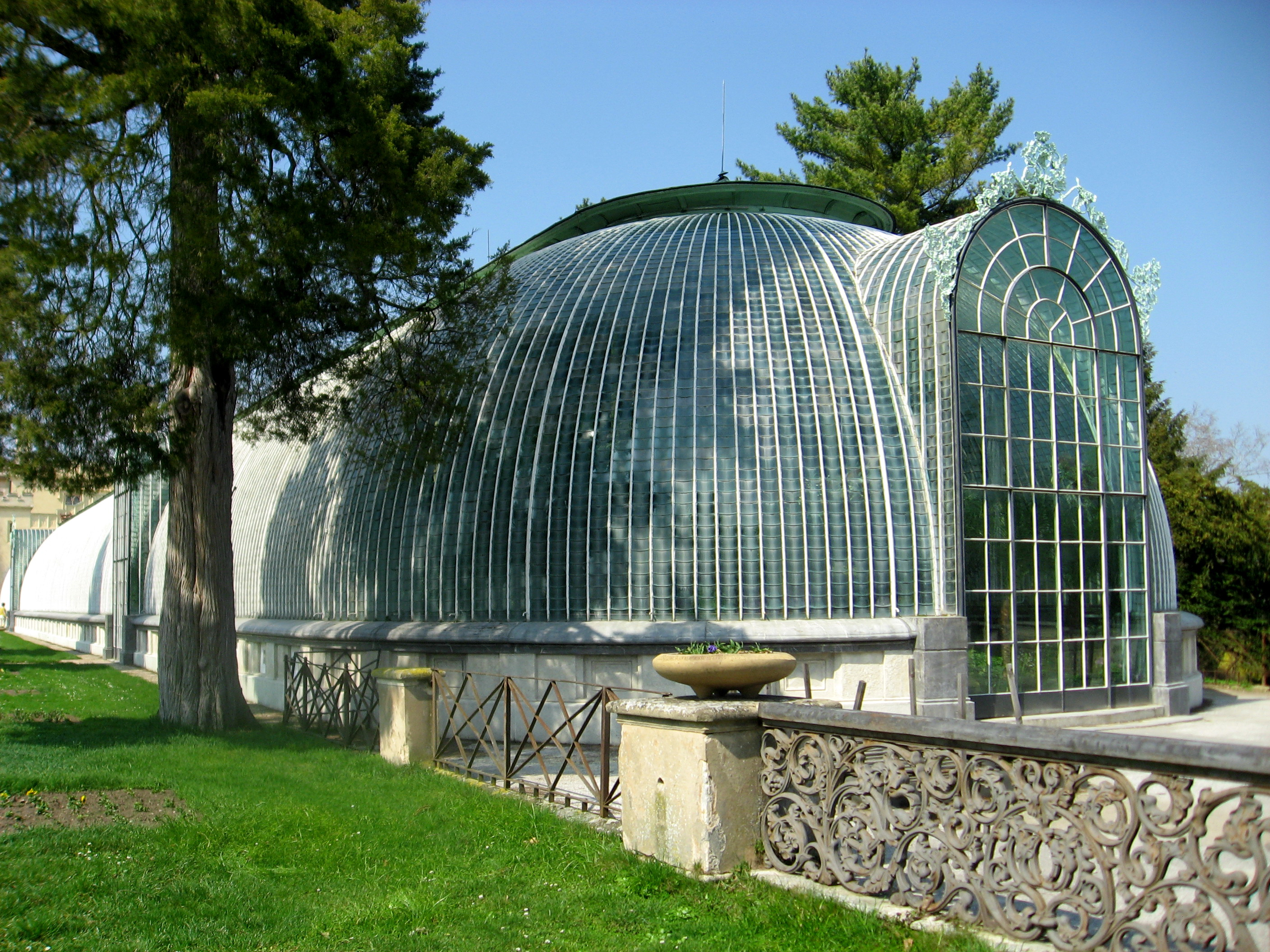
La serra nel parco

- Castello di Lednice. Il palazzo di Lednice assunse il suo aspetto neogotico grazie ad una ristrutturazione avvenuta a metà dell'Ottocento. A quell'epoca serviva come luogo di incontri estivi dell'aristocrazia europea. L'originaria rocca gotica fu ricostruita e ampliata in forma di castello rinascimentale.  Negli anni Sessanta del XVIII secolo subì modifiche barocche sotto la direzione di Johann Bernhard Fischer von Erlach.[1] Il castello fu quasi completamente ricostruito durante la rinascenza neogotica, secondo lo stile Tudor, negli anni 1848-1858. Al pianterreno, le sale di rappresentanza sono coperte da preziosi soffitti a cassettoni riccamente intagliati e pareti rivestite di legno. Il parco presenta interesse naturalistico e paesaggistico, racchiude una serra con piante tropicali ed edifici di gusto romantico (tra i quali una casina moresca e un finto minareto).